# Веробей, Юзеф
Юзеф Веробей (пол. Józef Werobej, 17 сентября 1890 — 27 апреля 1976) — польский военачальник, полковник Войска Польского.

## Биография
Юзеф Веробей родился в деревне Залесье, Гродненской губернии, Российской империи. Окончил гимназию в городе Вильно. В 1912 году поступил на службу в Русскую императорскую армию, где окончил унтер-офицерскую школу в 1913 году и в 1915 году окончил офицерскую школу. В составе Русской армии принимал участие в Первой мировой войне.

## Гражданская война в России
После февральской революции в декабре 1917 года вступил в ряды 1-го Польского корпуса. В конце 1919 года вступил в ряды 5-й дивизии польских стрелков где назначен командиром 3-го батальона 1-го полка польских стрелков имени Тадеуша Костюшко. Дивизия базировалась в городе Новониколаевск и занимался охраной Транссиба от большевиков и красных партизан. В конце 1919 года роль дивизии изменилась, она стала арьергардом отступающей Белой армии. Капитан Юзеф Веробей возглавлял тыловую охрану и замыкал движение 5-й дивизии польских стрелков дальше по Транссибу, в его подчинении были 1-й и 3-й батальон 1-го полка польских стрелков имени Тадеуша Костюшко, штурмовой батальон, два эскадрона уланского полка, артиллерийские батареи и бронепоезд „Познань”. Утром 19 декабря 1919 года у станции Тутальская случилось первое масштабное столкновение с 27-й стрелковой дивизией. Ряды большевиков пополнялись партизанскими отрядами и перешедшими на их сторону колчаковцами. Следующий бой с 27-й стрелковой дивизией завязался 20 декабря на станции Литвиново, в результате которого был поврежден бронепоезд „Познань”, но солдаты под командованием Юзефа Веробея захватили у большевиков бронепоезд и назвали его „Познань 2”.
20 декабря 1919 года командир дивизии Казимир Румша на станции Тайга поручил майору Эмилю Вернеру дождаться замыкающие отряды под командованием Юзефа Веробея и удерживать станцию до 23 декабря включительно, 21 декабря Веробей прибыл на станцию. 22 декабря начался бой с значительно превосходившими численно большевиками. К полякам присоединились белогвардейцы из пермской бригады, в их распоряжении было около 300 человек и 2 бронепоезда с именами „Дедушка” и „Забияка”. Большевики захватившие станцию понесли значительные потери, солдаты 5-й дивизии польских стрелков под командованием Веробея и Вернера выполнили поставленные задачи, потери составили несколько десятков убитыми, 2 артиллерийские батареи и 1 бронепоезд. После боя на станции Тайга отряды под командования Веробея и Вернера отправились дальше по Транссибу.
После капитуляции 5-й дивизии польских стрелков на станции Клюквенная поддержал решение командира дивизии Казимира Румши и отказался сложить оружие, в результате около тысячи человек прорвались из окружения и попали в Иркутск, откуда направились в Харбин и затем в порт города Далянь, где погрузившись на судно „Ярославль” отправились в Польшу город Гданьск.

## Советско-польская война
После прибытия в Польшу в городе Хелмно был назначен командиром 2-го Сибирского пехотного полка Сибирской бригады. В середина августа 1920 года в составе бригады отправился на фронт в район реки Вкра. 14 августа вступил в боевые действия в районе деревни Борково. 23 августа начались бои с отступавшим 3-м конным корпусом Г. Д. Гая при Хожеле. В результате численного преимущества противника бригада была разбита и вынуждена отступить. С конца 1920 года занял должность командира 83-го полка польских стрелков.

## Вторая мировая война
Будучи командиром 9-й пехотной дивизии принял участие в Сентябрьской компании. Выполнил поставленную задачу по обороне и прошел через Польский коридор и вступил в бой с 19-м армейским корпусом под командованием Хайнца Гудериана. После поражения в районе Тухольские боры вышел из окружения и соединился с Армией «Поможе». 13 сентября 1939 года назначен командиром 4-й дивизией пехоты. 19 сентября попал в немецкий плен и отправлен в Офлаг II-С в Вольденберге. После освобождения вступил в ряды Польских вооруженных сил на Западе и назначен командиром 5-й пехотной дивизией Кресова.

## Награды
- Золотой крест ордена Virtuti militari[14]
- Серебряный крест ордена Virtuti militari[15]
- Крест Независимости[16]
- Офицерский крест ордена Возрождения Польши[17]
- Крест Храбрых (четырежды)
- Золотой Крест Заслуги[18]
- Медаль Армии (за войну 1939-1945)[пол.][19]